# Fernand Rozier
Pour les articles homonymes, voir Rozier.
Fernand Rozier est un médecin et occultiste français, né à Ébreuil (Allier) le 5 juillet 1839 et mort à Paris le 3 mai 1922. Il fut l'élève d’Éliphas Lévi et collabora avec Papus (le docteur Gérard Encausse). Sa pensée associe l'hermétisme et le mysticisme chrétien et s'est exprimée dans plusieurs ouvrages publiés au début du XXe siècle, ainsi que dans le Cours de haute magie.

## Biographie
Gilbert Louis Fernand Rozier naît à Ébreuil le 5 juillet 1839 dans une famille de la bourgeoisie locale. Son père, Gilbert Rozier, est notaire à Ébreuil comme l'avait été son père, Gilbert Mathieu, juge de paix, membre du Conseil général du district sous la Révolution. Sa mère, Louise Boiron, est la fille d'un médecin de Gannat.
Selon son propre témoignage, dès son enfance il a été attiré par le surnaturel et le divin et il a pensé être en communication avec le monde invisible et bénéficier de la protection de sainte Philomène. Il aurait eu des dons de voyance et aurait eu la prémonition de la grande inondation de 1910 à Paris.
Il avait acquis une forte culture scientifique : il était docteur en médecine (comme un certain nombre d'occultistes de cette époque), mais avait aussi étudié la pharmacie, la chimie et la physique.
Il fut assistant de l'astronome Urbain Le Verrier et médecin sur les navires de la Compagnie générale transatlantique.
Il fait la connaissance d'Éliphas Lévi et devient son disciple. Plus tard, il fait partie de l'entourage de Papus, les "compagnons de l'hiérophanie", avec Marc Haven (le docteur Emmanuel Lalande), Phaneg (Georges Descormiers) ou encore Charles Barlet (Alfred Faucheux). Il enseigne à l'École des Sciences hermétiques de Paris, fondée par Papus.
il a été l'un des pionniers de l'ordre martiniste.

## Pensée
Ce qui intéresse Fernand Rozier, ce n'est pas une magie opérant de manière positive ou négative sur le monde réel (magie blanche ou noire), mais ce qu'il appelle la "haute magie", qui serait une connaissance des mondes invisibles et des moyens de communiquer avec eux. Dans la tradition d'Éliphas Lévi, la haute magie permet de concilier la foi et la science. Rozier se sent et se veut chrétien, mais en dehors des églises établies, dont il critique la théologie. On le qualifie parfois d'occultiste chrétien.

## Œuvres
- Les Puissances invisibles : les dieux, les anges, les égrégores, ste Philomène, Paris, C. Chaumont, 1907, 212 p.
- Les Inondations en 1910 et les prophéties. Théorie des prophéties, Paris, Chacornac, 1910, 46 p.
- Cours de haute magie. L'exploration du monde invisible (présentation par Serge Caillet), Grenoble, Le Mercure dauphinois, 2001, 204 p.  (ISBN 2-913826-14-8). Publié par Serge Caillet d'après le manuscrit non autographe du cours donné en 1905 à l'École des Sciences hermétiques, manuscrit passé à Papus, puis au fils de celui-ci Philippe Encausse († 1984), et légué par ce dernier à la Bibliothèque municipale de Lyon.

Il a écrit de nombreux articles pour la revue L'Initiation, fondée par Papus en 1888.

## Sources
- Serge Caillet, présentation du Cours de haute magie, op. cit.
- Nécrologie, Le Figaro, 5 mai 1922.